# Hushpuppy

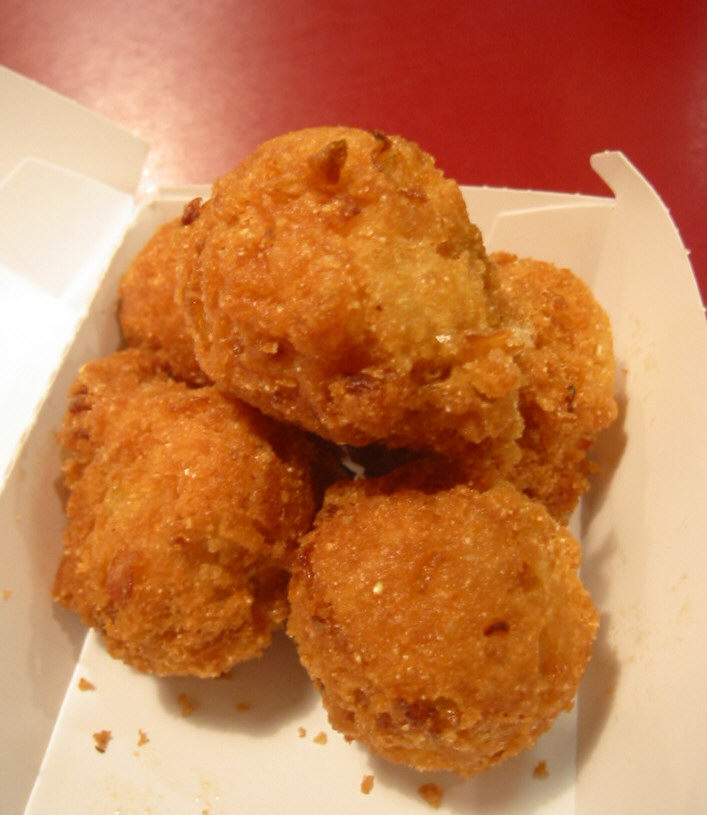
Fünf Hushpuppys

Hushpuppys (Engl. Hushpuppies oder Hush puppies) sind frittierte Bällchen, die aus Maismehl, Eiern, Milch, Backpulver und Zwiebeln bestehen. Sie sind eine typische Beilage der amerikanischen Südstaatenküche und zählen zum Soul Food.
Hushpuppys sind zusammen mit Coleslaw (Krautsalat) eine typische Beilage zu Bratfisch. Vor allem in North Carolina und South Carolina werden sie auch zum Barbecue serviert. 